# Taekwondo tại Đại hội Thể thao Đông Nam Á 2005
Taekwondo tại Đại hội Thể thao Đông Nam Á năm 2005 diễn ra từ ngày 28 đến 30 tháng 11 năm 2005 tại Cuneta Astrodome, Pasay, Manila, Philippines, với tổng cộng 16 nội dung cá nhân dành cho cả nam và nữ, mỗi giới có 8 hạng cân tiêu chuẩn, bao gồm:
- Nam: Finweight (‑54 kg), Fly (‑58 kg), Bantam (‑62 kg), Feather (‑67 kg), Lightweight (‑72 kg), Welter (‑78 kg), Middle (‑84 kg), Heavyweight (+84 kg).

- Nữ: Finweight (‑47 kg), Fly (‑51 kg), Feather (‑59 kg) và Bantam (‑55 kg) không trao HCĐ, Lightweight (‑63 kg), Welter (‑67 kg), Middle (‑72 kg), Heavyweight (+72 kg)

Đoàn chủ nhà Philippines giành vị trị nhất toàn đoàn với 5 huy chương vàng.

## Bảng huy chương
| Hạng               | Đoàn               | Vàng | Bạc | Đồng | Tổng số |
| ------------------ | ------------------ | ---- | --- | ---- | ------- |
| 1                  | Philippines (PHI)  | 5    | 5   | 1    | 11      |
| 2                  | Việt Nam (VIE)     | 4    | 3   | 6    | 13      |
| 3                  | Thái Lan (THA)     | 3    | 4   | 1    | 8       |
| 4                  | Indonesia (INA)    | 2    | 3   | 6    | 11      |
| 5                  | Malaysia (MAS)     | 2    | 0   | 5    | 7       |
| 6                  | Myanmar (MYA)      | 0    | 1   | 4    | 5       |
| 7                  | Lào (LAO)          | 0    | 1   | 3    | 4       |
| 8                  | Brunei (BRU)       | 0    | 1   | 0    | 1       |
| 9                  | Campuchia (CAM)    | 0    | 0   | 1    | 1       |
| Tổng số (9 đơn vị) | Tổng số (9 đơn vị) | 16   | 18  | 27   | 61      |

## Tóm tắt kết quả

### Nam
| Hạng cân            | Vàng                              | Bạc                               | Đồng                                   |
| ------------------- | --------------------------------- | --------------------------------- | -------------------------------------- |
| Finweight 54 kg     | Japoy Lizardo · Philippines       | Chutchawal Khawlaor · Thái Lan    | Kyaw Kyaw Htoo · Myanmar               |
| Finweight 54 kg     | Japoy Lizardo · Philippines       | Chutchawal Khawlaor · Thái Lan    | Thongkamh Vongphakdy · Lào             |
| Flyweight 58 kg     | Rusfredy Tokan Petrus · Malaysia  | Ussadate Sutthikunkarn · Thái Lan | Đinh Thành Long · Việt Nam             |
| Flyweight 58 kg     | Rusfredy Tokan Petrus · Malaysia  | Ussadate Sutthikunkarn · Thái Lan | Soe Moe Lwin · Myanmar                 |
| Bantamweight 62 kg  | Tshomlee Go · Philippines         | Vũ Anh Tuấn · Việt Nam            | Mohd Afifuddin Omar Sidek · Malaysia   |
| Bantamweight 62 kg  | Tshomlee Go · Philippines         | Vũ Anh Tuấn · Việt Nam            | Thongsavay Phommachanh · Lào           |
| Featherweight 67 kg | Chanatha Thanaroekchai · Thái Lan | Taufik Krisna Nugraha · Indonesia | Syed Taufiq Abd Hamid · Malaysia       |
| Featherweight 67 kg | Chanatha Thanaroekchai · Thái Lan | Taufik Krisna Nugraha · Indonesia | Bout Vichet · Campuchia                |
| Lightweight 72 kg   | Donald Geisler · Philippines      | Patiwat Thongsalap · Thái Lan     | Sawatvilay Phimmasone · Lào            |
| Lightweight 72 kg   | Donald Geisler · Philippines      | Patiwat Thongsalap · Thái Lan     | Cao Trọng Chinh · Việt Nam             |
| Welterweight 78 kg  | Basuki Nugroho · Indonesia        | Alexander Briones · Philippines   | Le Phi Long · Việt Nam                 |
| Welterweight 78 kg  | Basuki Nugroho · Indonesia        | Alexander Briones · Philippines   | Wong Kai Meng · Malaysia               |
| Middleweight 84 kg  | Nguyễn Trọng Cường · Việt Nam     | Dax Alberto Morte · Philippines   | Kanjanabhaj Radanasoongnoen · Thái Lan |
| Middleweight 84 kg  | Nguyễn Trọng Cường · Việt Nam     | Dax Alberto Morte · Philippines   | Rosandi · Indonesia                    |
| Heavyweight +84 kg  | Nguyễn Văn Hùng · Việt Nam        | Michael Alejandrino · Philippines | Teguh Waskito · Indonesia              |

### Nữ
| Hạng cân            | Vàng                             | Bạc                                 | Đồng                            |
| ------------------- | -------------------------------- | ----------------------------------- | ------------------------------- |
| Finweight 47 kg     | Nguyễn Thị Huyền Diệu · Việt Nam | Sadavanh Khounviseth · Lào          | Thiri Tint Lwin · Myanmar       |
| Finweight 47 kg     | Nguyễn Thị Huyền Diệu · Việt Nam | Sadavanh Khounviseth · Lào          | Fransisca Valentina · Indonesia |
| Flyweight 51 kg     | Đỗ Thị Bích Hạnh · Việt Nam      | Soe Soe Myar · Myanmar              | Noornadia Norrizan · Malaysia   |
| Flyweight 51 kg     | Đỗ Thị Bích Hạnh · Việt Nam      | Soe Soe Myar · Myanmar              | Rahadewi Neta · Indonesia       |
| Bantamweight 55 kg  | Juana Wangsa Putri · Indonesia   | Farrahwaheeda Haji Bujang · Brunei  | không trao huy chương           |
| Bantamweight 55 kg  | Juana Wangsa Putri · Indonesia   | Lê Thị Thu Nguyệt · Việt Nam        | không trao huy chương           |
| Featherweight 59 kg | Kirstie Alora · Philippines      | Kanyarat Mathurakarn · Thái Lan     | không trao huy chương           |
| Featherweight 59 kg | Kirstie Alora · Philippines      | Nguyễn Thị Hoài Thu · Việt Nam      | không trao huy chương           |
| Lightweight 63 kg   | Toni Rivero · Philippines        | Voppy Trisnawati · Indonesia        | Bùi Thu Hiền · Việt Nam         |
| Lightweight 63 kg   | Toni Rivero · Philippines        | Voppy Trisnawati · Indonesia        | San Ngu Wah Sue · Myanmar       |
| Welterweight 67 kg  | Chonnapas Premwaew · Thái Lan    | Maria Criselda Roxas · Philippines  | Gayathri Arumugam · Malaysia    |
| Welterweight 67 kg  | Chonnapas Premwaew · Thái Lan    | Maria Criselda Roxas · Philippines  | Eka Sahara · Indonesia          |
| Middleweight 72 kg  | Che Chew Chan · Malaysia         | Veronica Domingo · Philippines      | Iin Retno Famulat · Indonesia   |
| Middleweight 72 kg  | Che Chew Chan · Malaysia         | Veronica Domingo · Philippines      | Trần Thị Ngọc Trâm · Việt Nam   |
| Heavyweight +72 kg  | Rapatkorn Prasopsuk · Thái Lan   | Amalia Kurniasih Palupi · Indonesia | Sally Solis · Philippines       |
| Heavyweight +72 kg  | Rapatkorn Prasopsuk · Thái Lan   | Amalia Kurniasih Palupi · Indonesia | Trần Thị Ngọc Bích · Việt Nam   |